# Ceratophryidae
Famille
Synonymes
- Ceratophryinae Tschudi, 1838
- Batrachophryidae Cope, 1875
- Stombidae Gallardo, 1965

Les Ceratophryidae sont une famille d'amphibiens. Elle a été créée par Johann Jakob von Tschudi en 1838.

## Répartition
Les espèces des trois genres de cette famille se rencontrent en Amérique du Sud.

## Liste des genres
Selon Amphibian Species of the World (11 juin 2017) :
- Ceratophrys Wied-Neuwied, 1824
- Chacophrys Reig & Limeses, 1963
- Lepidobatrachus Budgett, 1899

et les genres fossiles
- †Baurubatrachus Baez & Peri, 1989
- †Beelzebufo Evans, Jones, & Krause, 2008
- †Wawelia Casamiquela, 1963

## Publication originale
- Tschudi, 1838 : Classification der Batrachier, mit Berucksichtigung der fossilen Thiere dieser Abtheilung der Reptilien, p. 1-99 (texte intégral).